# Ис Карилус (Каљари)
Ис Карилус је насеље у Италији у округу Каљари, региону Сардинија.
Према процени из 2011. у насељу је живело 18 становника. Насеље се налази на надморској висини од 154 м.